# 小佐越站

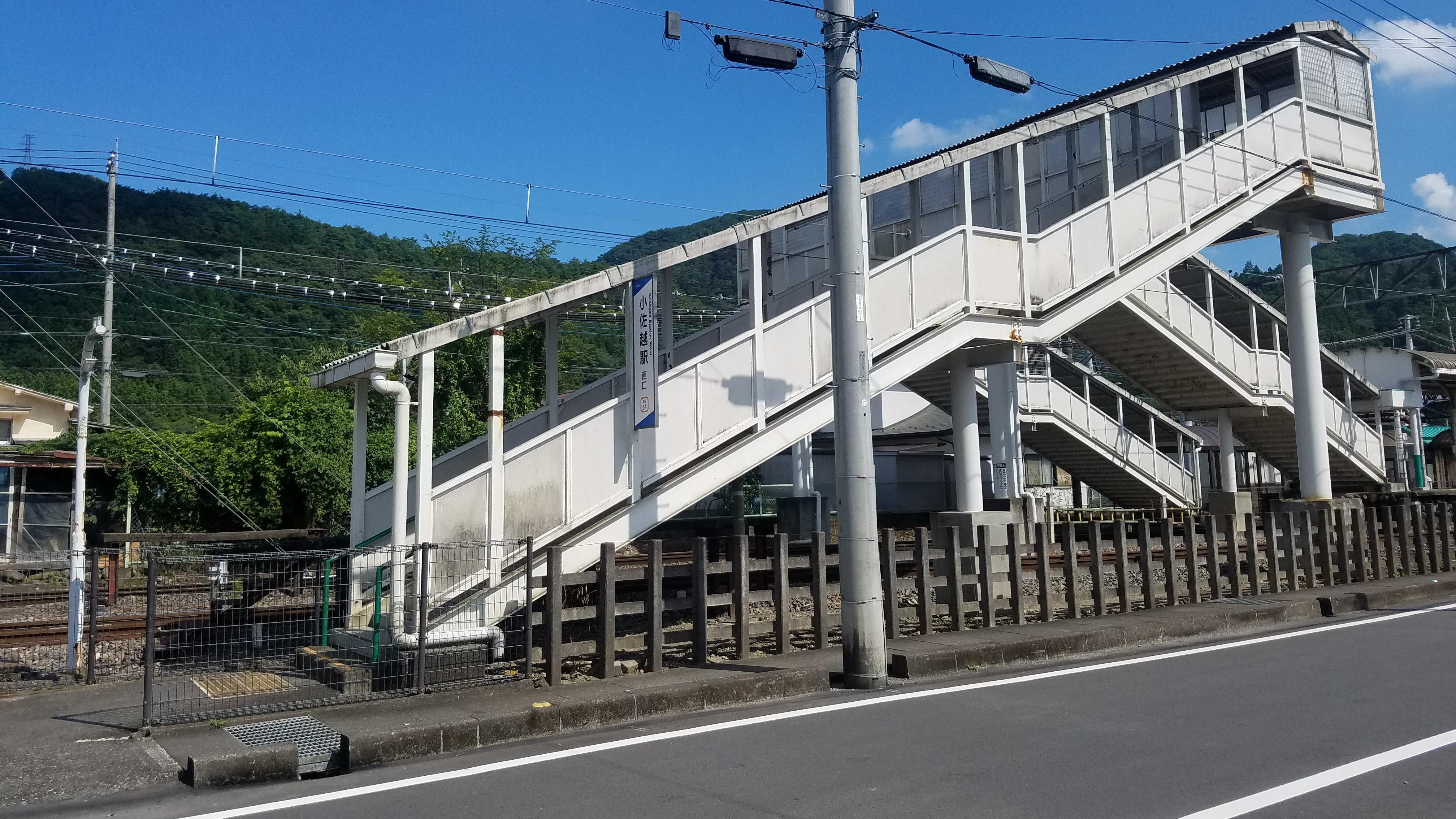
西口出入口樓梯（2021年8月）

小佐越站（日语：／ Kosagoe eki */?）是位於日本栃木縣日光市鬼怒川溫泉，屬於東武鐵道鬼怒川線的鐵路車站。車站編號是TN 54。

## 歷史
- 1924年（大正13年）11月11日 - 下野電氣軌道小佐越前站開業[1]。
- 1930年（昭和5年）7月6日 - 更名為小佐越戰[1]。
- 1943年（昭和18年）5月1日 - 東武鐵道收購下野電氣鐵道。成為東武鐵道車站。
- 1973年（昭和48年）9月1日 - 車站無人化（開始簡易委託）。
- 1993年（平成5年）4月 - 配合東武世界廣場開園進行站房改建，設置臨時窗口。
- 2017年（平成29年）
  - 4月21日 - 改點，特急「Revaty鬼怒」「Revaty會津」增停本站[2]。
  - 10月27日 - 月台以「東武鐵道小佐越站月台」指定為國家登錄有形文化財（建造物）。

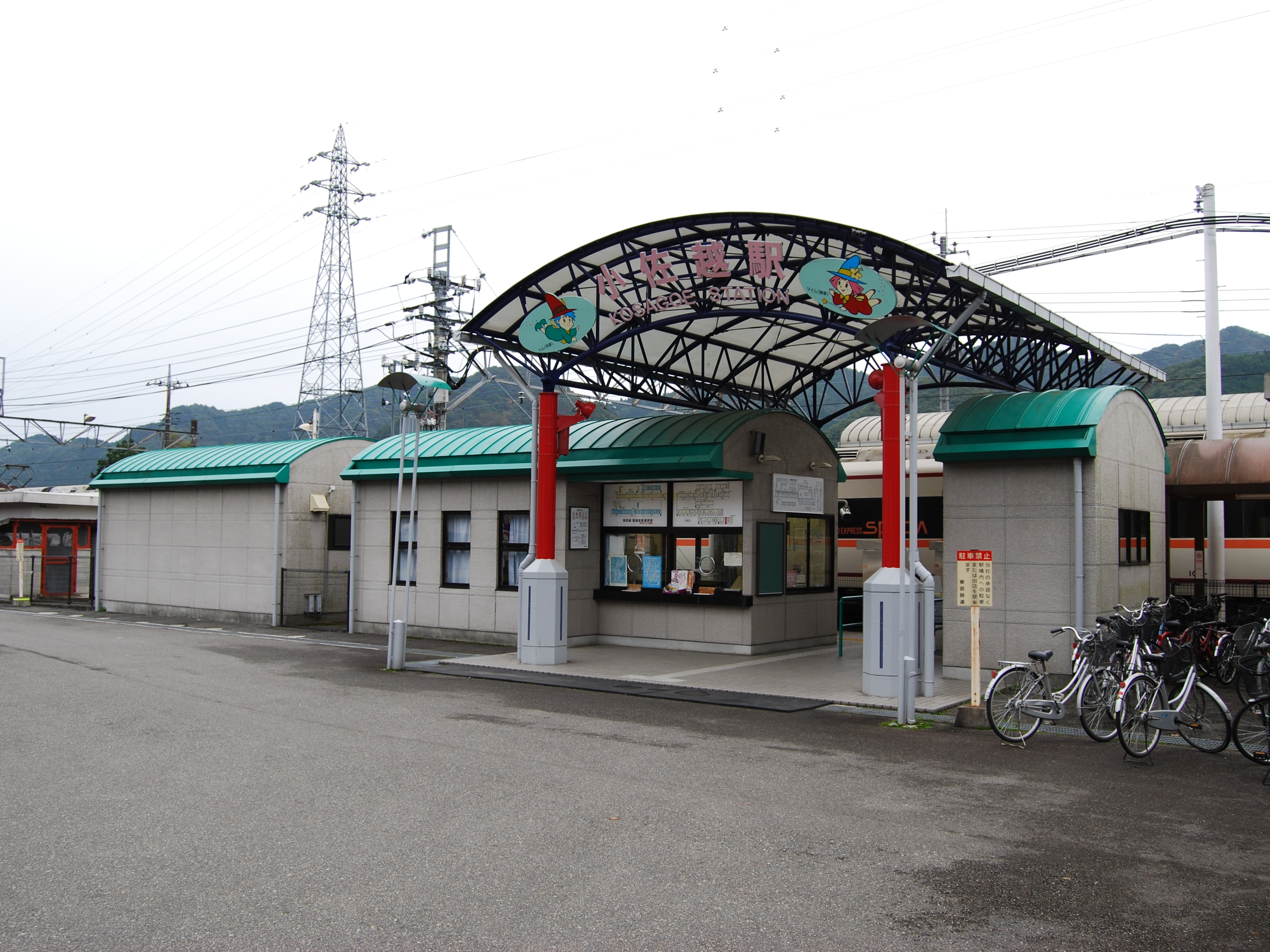
東武世界廣場站開業前站房以吉祥物飛夢和舞夢裝飾（2008年10月）

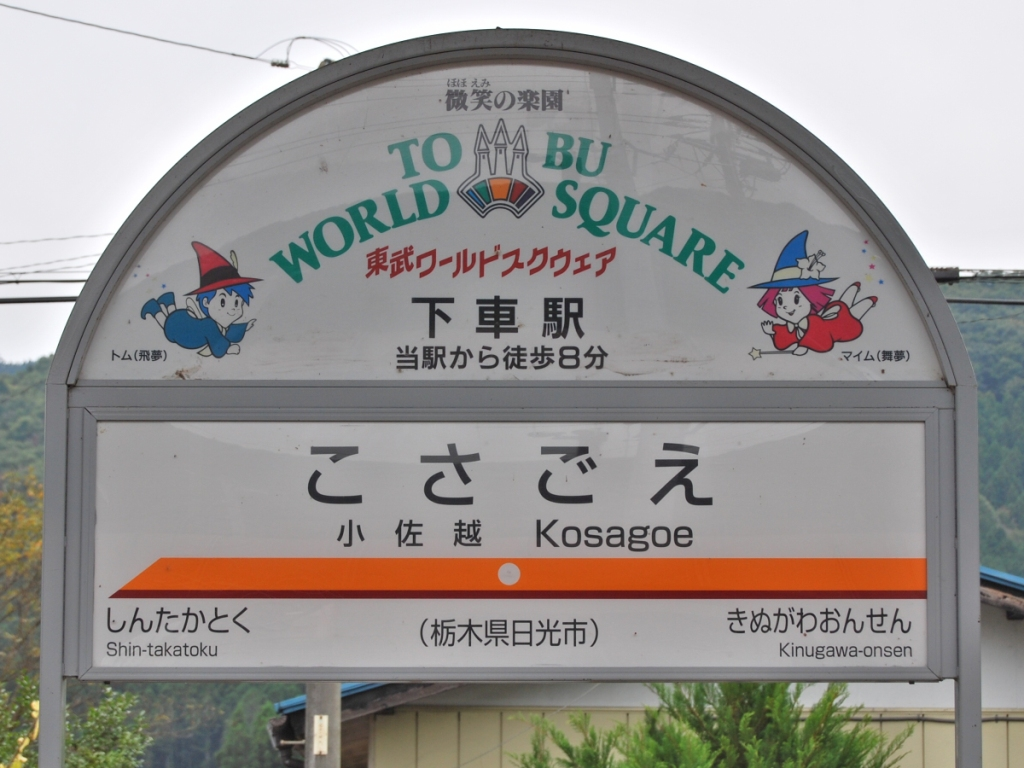
東武世界廣場的導覽板疊加在站名牌上。已拆去（2008年10月）

## 車站構造
本站為擁有島式月台1面2線的地面車站。站房位於軌道東側，月台與軌道西側出入口以跨線天橋聯絡。本站為無人車站（簡易委託站），乘車券在站前商店發售。
月台外觀有著玉石積盛土式的特徴，是鬼怒川線近代化留存至今的構造物，因此獲國家指定「東武鐵道小佐越站月台」為登錄有形文化財（建築物）。
站房在1993年配合東武世界廣場開園進行改建。而本站在當時為該園的最近車站，在東武世界廣場營業時段有開設窗口處理票務相關服務。但在2017年7月22日開設東武世界廣場站後，便不再派駐站員至本站。

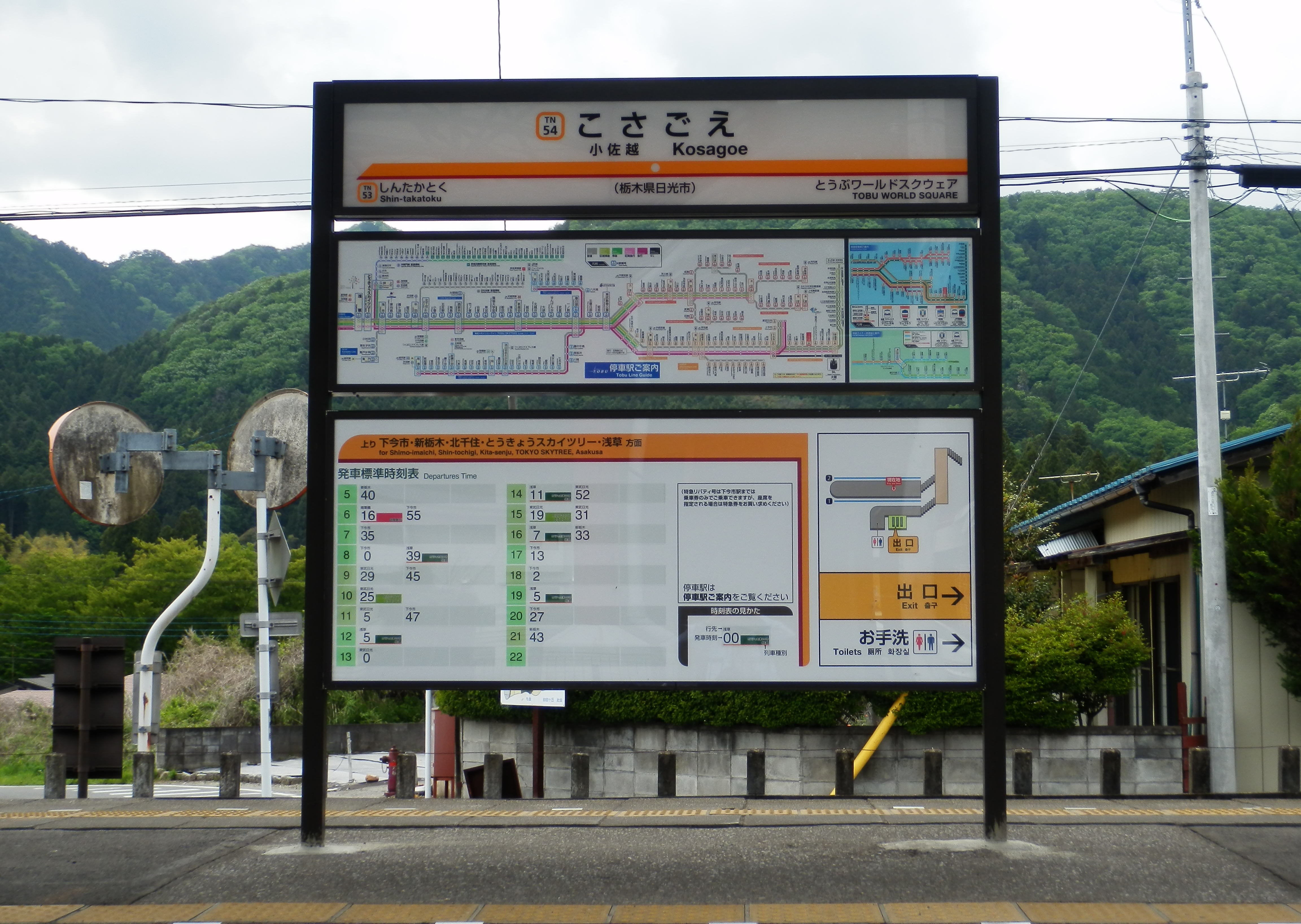
站名牌（2019年5月）

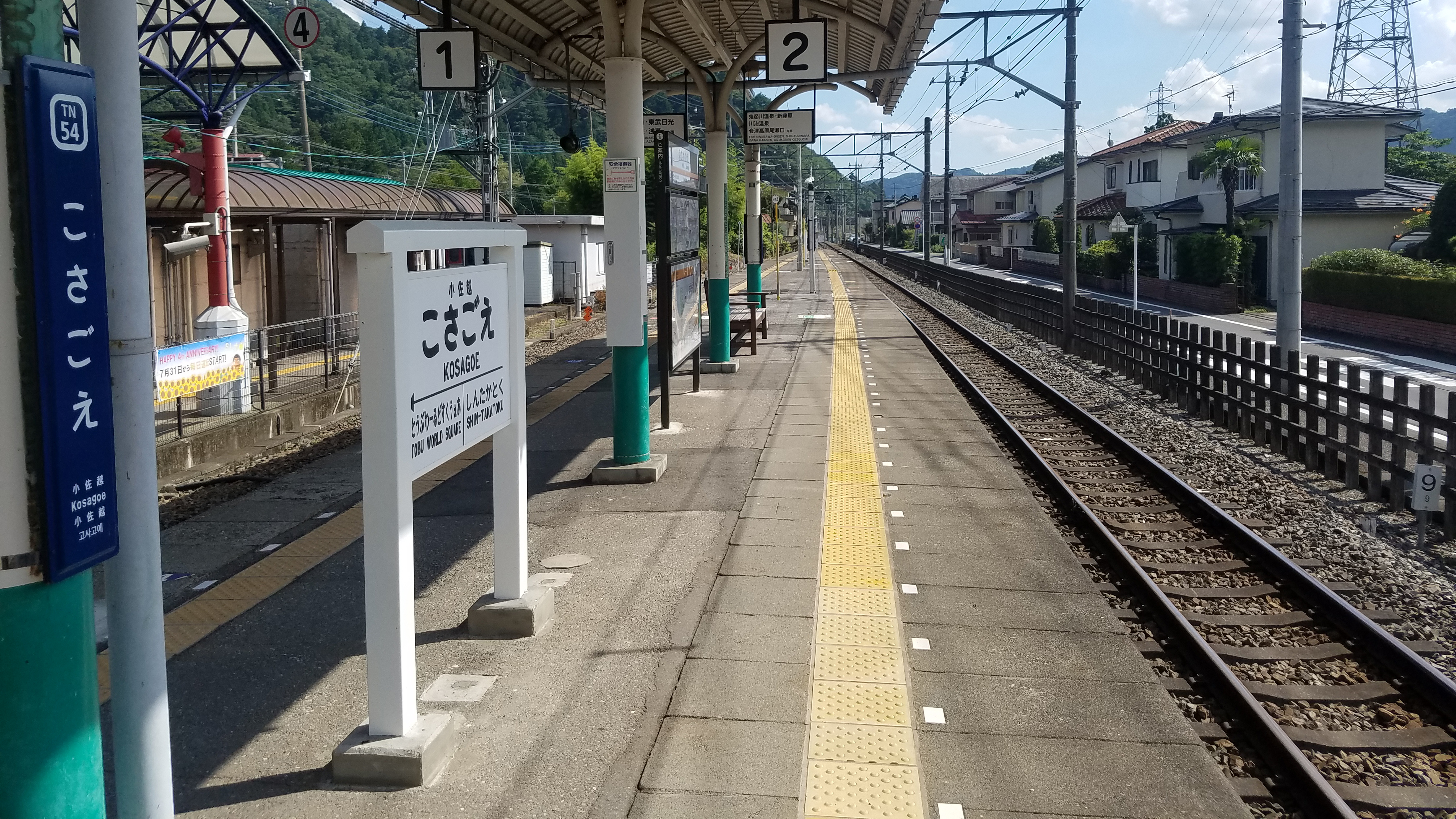
月台（2021年8月）

### 月台配置
| 月台 | 路線     | 方向 | 目的地                                                            |
| ---- | -------- | ---- | ----------------------------------------------------------------- |
| 1    | 鬼怒川線 | 上行 | 下今市、 東武晴空塔線 春日部、北千住、 東京晴空塔、淺草方向       |
| 2    | 鬼怒川線 | 下行 | 鬼怒川溫泉、■野岩鐵道線 會津高原尾瀨口、 ■會津鐵道線 會津田島方向 |

## 使用情況
2019年度1日平均上下車人次為215人。
近年1日平均上下車人次推移如下表｡
| 年度               | 1日平均上下車人次 |
| ------------------ | ----------------- |
| 1998年（平成10年） | 706               |
| 1999年（平成11年） | 644               |
| 2000年（平成12年） | 607               |
| 2001年（平成13年） | 527               |
| 2002年（平成14年） | 523               |
| 2003年（平成15年） | 490               |
| 2004年（平成16年） | 461               |
| 2005年（平成17年） | 449               |
| 2006年（平成18年） | 414               |
| 2007年（平成19年） | 376               |
| 2008年（平成20年） | 364               |
| 2009年（平成21年） | 371               |
| 2010年（平成22年） | 363               |
| 2011年（平成23年） | 266               |
| 2012年（平成24年） | 288               |
| 2013年（平成25年） | 290               |
| 2014年（平成26年） | 291               |
| 2015年（平成27年） | 292               |
| 2016年（平成28年） | 292               |
| 2017年（平成29年） | 436               |
| 2018年（平成30年） | 466               |
| 2019年（令和元年） | 215               |

## 車站周邊
- 東武世界廣場
- 日光江戶村（日语：日光江戸村）
- TRICK ART PIA日光（日语：とりっくあーとぴあ日光）
- 鬼怒川
- 國道121號（日语：国道121号）

## 路線巴士
| 乘車處       | 系統                                         | 主要行經地                                               | 目的地       | 運行業者 | 備註 |
| ------------ | -------------------------------------------- | -------------------------------------------------------- | ------------ | -------- | ---- |
|              | 鬼怒川線                                     | 東武世界廣場園內                                         | 鬼怒川溫泉站 | 日光交通 |      |
| 日光江戶村線 | 東武世界廣場園內                             | 鬼怒川溫泉站                                             |              | 日光交通 |      |
|              | 鬼怒川線                                     | 獨協醫科大學日光醫療中心、新高德站、大谷向站前、JR今市站 | 下今市站     | 日光交通 |      |
| 日光江戶村線 | 獨協醫科大學日光醫療中心、新高德站、猴子學校 | 日光江戶村                                               |              | 日光交通 |      |
| 日光江戶村線 | 日光江戶村                                   |                                                          |              | 日光交通 |      |

## 相鄰車站
東武鐵道
 鬼怒川線
- ■特急「自由鬼怒」「自由會津」停靠站

□快速「會津山特快」、■區間急行、■普通
新高德（TN 53）－小佐越（TN 54）－（※）東武世界廣場（TN 55）－鬼怒川溫泉（TN 56）
(※)東武世界廣場站只在日間時間有列車停靠，早上、深夜列車通過。

## 外部連結
- 小佐越（車站資訊） - 東武鐵道